# Digitale Dividende
Unter der Digitalen Dividende (englisch digital dividend) versteht man die durch die Digitalisierung des Rundfunks frei werdenden Frequenzbänder (insbesondere durch die Umstellung des analogen Antennenfernsehens auf digitales DVB-T).

## Hintergrund des Freiwerdens
Üblicherweise wurde bei DVB-T(alt) ein analog-Kanal durch ein DVB-T-Ensemble mit vier bis fünf SD-Programmen belegt. D.h. die digitale Ausstrahlung benötigte nur ca. 20 bis 25 % der Bandbreite, die entsprechende analoge Ausstrahlungen bei vergleichbarer Qualität benötigen würden. Dadurch und durch die geringere Signalstärke bei der Ausstrahlung können Programmbetreiber deutlich Kosten senken. Je nach Komprimierungsgrad der digitalen Übertragung werden bis zu 90 % der bislang verwendeten Frequenzbänder frei und können anderen Verwendungszwecken zukommen. So werden unter anderem seit der Digitalisierung deutlich mehr Fernseh- und Hörfunkprogramme ausgestrahlt.

## Zukünftige Nutzung
Freiwerdende Frequenzen sollen nun für die Internet-Breitbandanbindung des ländlichen Raumes und zusätzlich für den Mobilfunk (Mobiltelefonie) genutzt werden (siehe auch Digitale Kluft).

## Allgemeine Kritik
- Die Bezeichnung digitale Dividende ist umstritten: Kritiker weisen darauf hin, dass sie missverständlich ist, weil auch nach der Digitalisierung noch dasselbe, und nicht etwa ein größeres, Frequenzband vorhanden ist. Jenes wird nur anders belegt bzw. aufgeteilt.[3]
- Ebenfalls widersprüchlich sind die Vorgaben zur Versorgung von Gebieten mit niedriger Prioritätsstufe. Eine Kontrolle über die Erfüllung der Versorgung ist quasi nicht möglich, da die Netzbetreiber „freiwillig“ die Versorgung einzig im Breitbandatlas des TÜV Rheinland dokumentieren. Ebenfalls als „versorgt“ gelten „weiße Flecken“, die mit allen anderen Technologien (Glasfaser, Kabel usw.) ausgestattet sind (außer Satellit). Der Versorgungsbegriff ist dadurch extrem schwammig und nebulös.
- Die Diskussion orientiert sich allerdings immer am Frequenzbedarf des primären Rundfunkdienstes (ITU-R-Terminologie). Nicht berücksichtigt werden sekundäre Funknutzungen durch eine sehr große Anzahl von drahtlosen Sendegeräten kleiner Leistung, so genannte PMSE (CEPT-Terminologie) oder SAB/SAP (ITU-R-Terminologie). Diese Kleinsender, zum Beispiel drahtlose Mikrofone und drahtlose Rückhörstrecken, werden intensiv für den Veranstaltungsbetrieb z. B. in Kunst, Kultur, Rundfunk, Fernsehen und im Unternehmensgebrauch eingesetzt. Sowohl im Rahmen der CEPT, der ITU-R aber auch in einer Reihe von Ländern finden derzeit umfangreiche Studien statt, die diese Nutzung beschreiben und eine langfristige Nutzung zu sichern suchen.

## Situation in Deutschland

### Frequenzversteigerung 2010
Die Bundesnetzagentur versteigerte vom 12. April 2010 bis zum 20. Mai 2010 Frequenzen in den Bereichen 800-MHz-Bereich (vormals UHF, 790 MHz bis 862 MHz), 1,8 GHz (bisher durch die Bundeswehr genutzt), 2 GHz (ehemalige Quam- und Mobilcom-Lizenzen für UMTS) und 2,6 GHz für den drahtlosen Netzzugang zum Angebot von Telekommunikationsdiensten. Die Frequenzzuteilungen sind bis zum 31. Dezember 2025 befristet.
„Die Frequenzen im Bereich 800 MHz werden abstrakt in fünf Blöcken à 2×5 MHz (gepaart) sowie einem konkreten Block à 2×5 MHz (gepaart) zur Vergabe gestellt.“
Der Begriff gepaart bedeutet, dass jeder Frequenzblock zwei zusammengehörende Frequenzbereiche für Uplink und Downlink enthält.
Anders als bei der jetzigen Frequenzverteilung im Mobilfunk liegen die Frequenzen für den Uplink (Endgerät zu Basisstation) höher als die Frequenzen für den Downlink (Basisstation zu Endgerät). Vermutlich soll damit verhindert werden, dass die Sendefrequenzen der Endgeräte beim Kunden (Mobiltelefone, Funkmodems) die meist in der Nähe befindlichen Fernseher und Set-Top-Boxen stören.
Zwischen der Obergrenze des Fernsehkanals 60 (790 MHz) und dem Downlink des Frequenzblocks A wurde ein sog. Schutzkanal von 1 MHz Breite als Sicherheitsabstand eingefügt.
|          | Uplink                           | Downlink                         | Preis 2010     |
| -------- | -------------------------------- | -------------------------------- | -------------- |
| O₂       | 5 MHz im Bereich 832,0–837,0 MHz | 5 MHz im Bereich 791,0–796,0 MHz | 616,595 Mio. € |
| O₂       | 5 MHz im Bereich 837,0–862,0 MHz | 5 MHz im Bereich 796,0–821,0 MHz | 595,760 Mio. € |
| Telekom  | 5 MHz im Bereich 837,0–862,0 MHz | 5 MHz im Bereich 796,0–821,0 MHz | 570,849 Mio. € |
| Telekom  | 5 MHz im Bereich 837,0–862,0 MHz | 5 MHz im Bereich 796,0–821,0 MHz | 582,949 Mio. € |
| Vodafone | 5 MHz im Bereich 837,0–862,0 MHz | 5 MHz im Bereich 796,0–821,0 MHz | 583,006 Mio. € |
| Vodafone | 5 MHz im Bereich 837,0–862,0 MHz | 5 MHz im Bereich 796,0–821,0 MHz | 627,317 Mio. € |

### Probleme

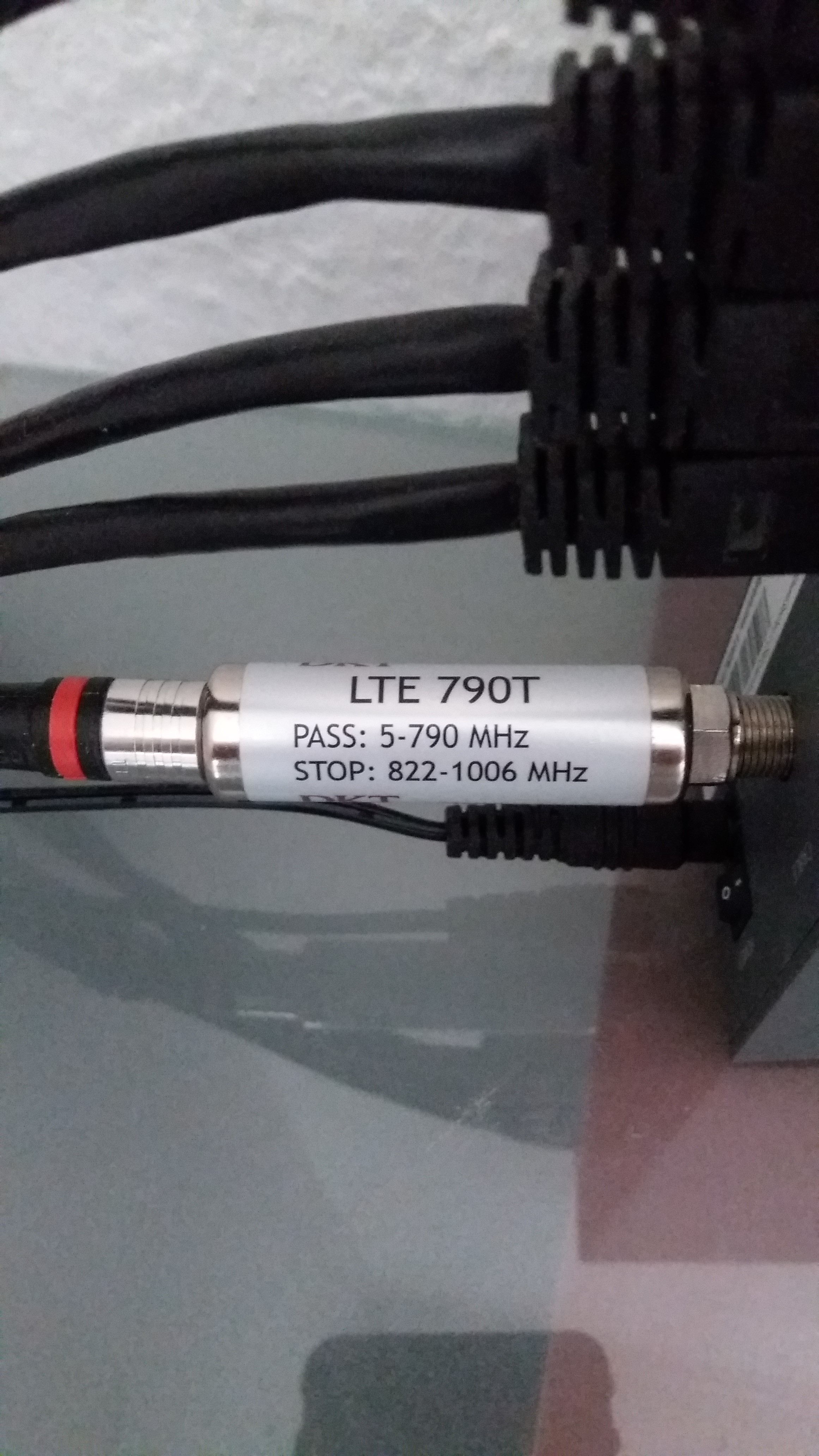
LTE-Filter zum ausblenden von Störungen durch LTE-Signale in Kabelfernsehnetzen

Ein Problem besteht darin, dass auf den Frequenzen um 850 MHz die Veranstaltungstechnik ihre drahtlosen Mikrofone (Funkmikrofone: Headsets, Lavalier- und Handmikrofone) betreibt. Für Funkmikrofone waren laut Amtsblattverfügung 91/2005 der Bundesnetzagentur, bis 2015 befristet, die Bereiche 790–814 MHz und 838–862 MHz zugeteilt. Diese Technik kann bis zu diesem Zeitpunkt weiter betrieben werden, allerdings sind Störungen durch die Nutzung der Digitalen Dividende nicht auszuschließen. Wenn eine störungsfreie Nutzung der Funkmikrofone gewährleistet sein muss, besteht die Möglichkeit, bei der Bundesnetzagentur Einzelzuteilungen in anderen Frequenzbereichen zu beantragen.
Um den weiteren störungsfreien Betrieb von Funkmikrofonen zu gewährleisten, hat sich die Bundesnetzagentur in den entsprechenden Gremien bereits dafür eingesetzt, dass noch 2009 alternative Frequenzbereiche zur Verfügung gestellt werden. Es sind dies nach dem bereits auf den Weg gebrachten neuen Frequenzplan die Frequenzen 470–790 MHz (unterer UHF-Bereich), 822–832 MHz (sog. Duplexmittenlücke – je nach internationaler Festlegung). Es ist möglich, dass dieser Bereich noch nach unten und/oder oben ausgeweitet wird (1452–1477 MHz und 1785–1800 MHz, künftig 1805 MHz → europäisch harmonisierter Bereich).
Mit der Einführung des digitalen Antennenfernsehen DVB-T2 sowie des Mobilfunkstandards LTE kommt es zu wechselseitigen Störungen in den Kabelfernsehnetzen, da der Frequenzbereich bis 862 MHz genutzt wird. Der Grund liegt in der seit den 1980er Jahren aufgebauten und oft schlecht abgeschirmten Verkabelung.
In Fulda wurden zwischen dem 14. und 18. Februar 2011 Testausstrahlungen durchgeführt.

### Versorgungsverpflichtungen
Auf Grund der gesetzlichen Vorgaben wird eine spezielle Versorgungsverpflichtung für die Frequenzen im Bereich 800 MHz vorgesehen. Der Lizenzinhaber ist danach verpflichtet, in allen Bundesländern bei der Nutzung für diese Frequenzen stufenweise Gebiete nach Prioritätsstufen mit Breitbandanschlüssen zu versorgen. Ein Überblick unterversorgter Gemeinden und Teilgemeinden wurde der Bundesnetzagentur von den Bundesländern gemeldet.
- Priorität 1: Unversorgte Regionen (Städte, Gemeinden oder zusammenhängende bebaute Ortsteile mit einer Einwohnerzahl bis zu 5000)
- Priorität 2: Als grundsätzlich unterversorgt geltende Regionen (Städte, Gemeinden oder zusammenhängende bebaute Ortsteile mit einer Einwohnerzahl von mehr als 5000 und bis zu 20.000)
- Priorität 3: Als grundsätzlich versorgt geltende Regionen (Städte, Gemeinden oder zusammenhängende bebaute Ortsteile mit einer Einwohnerzahl von mehr als 20.000 und bis zu 50.000)
- Priorität 4: Als grundsätzlich flächendeckend versorgt geltende Regionen (Städte, Gemeinden oder zusammenhängende bebaute Ortsteile mit einer Einwohnerzahl von mehr als 50.000).

Ab dem 1. Januar 2016[veraltet] ist in jedem Bundesland ein Versorgungsgrad von mindestens 50 % zu erreichen. Der Netzausbau der Stufe 2 darf erst erfolgen, wenn mindestens 90 % Stufe 1 versorgt werden. Für die weiteren Stufen gilt: Stufe 3 – mindestens 90 % der Stufe 2 werden versorgt, Stufe 4 – die Versorgung von mindestens 90 % der Stufe 3 ist gesichert.

### Digitale Dividende II
Im Februar 2012 gab es bei der Weltfunkkonferenz (WRC-12) einen Antrag bzgl. einer zweiten digitalen Dividende, demnach sollen die Mobilfunkbetreiber in Zukunft auch den Bereich von 694–790 MHz nutzen dürfen. In Veranstaltungstechnikerkreisen ruft dieser Beschluss großes Unverständnis hervor, viele Unternehmen kauften nach der ersten digitalen Dividende neue Funkmikrofone, die das dort für sie neu freigegebene Frequenzband 710–790 MHz nutzen. Die mögliche zweite Neuordnung macht die dauerhafte Nutzung dieser Geräte vermutlich ab dem Jahr 2026 unmöglich. Die WRC-12 hat eine Studiengruppe eingesetzt, die zusätzlich zur Untersuchung des zukünftigen Frequenzbedarfs des Mobilfunks die Verträglichkeit des Fernsehempfangs und die weitere Nutzung drahtloser Funkmikrofone (SAB/SAP) untersucht. Mit Beschlüssen wird erst im Rahmen der nächsten World Radiocommunications Conference (WRC-15) gerechnet.